# Мендельский
Мендельский — посёлок в Бирилюсском районе Красноярского края России. Входит в состав Рассветовского сельсовета.

## География
Находится севернее реки Кемчуг, примерно в 50 км к востоку-северо-востоку (ENE) от районного центра, села Новобирилюссы, на высоте 242 метров над уровнем моря.

## История
В 1976 г. Указом Президиума ВС РСФСР поселок лестранхоза переименован в Мендельский.

## Население
| 2010 |
| ---- |
| 66   |

Гендерный состав
По данным Всероссийской переписи населения 2010 года 32 мужчины и 34 женщины из 66 чел.

## Улицы
Уличная сеть посёлка состоит из 5 улиц и 1 переулка.